# Союз ТМ-12
Союз ТМ-12 — пилотируемый космический аппарат из серии «Союз ТМ».

## Экипаж старта
- Анатолий Арцебарский (1-й полёт) — командир
- Сергей Крикалёв (2-й полёт) — бортинженер
- Хелен Шарман (Великобритания) (1-й полёт) — космонавт-исследователь

## Дублирующий экипаж
- Александр Волков — командир
- Александр Калери — бортинженер
- Тимоти Мейс (Великобритания) — космонавт-исследователь

## Резервный экипаж
- Александр Викторенко — командир
- Сергей Авдеев — бортинженер

## Экипаж возвращения
- Анатолий Арцебарский (1-й полёт) — командир
- Токтар Аубакиров (1-й полёт) — космонавт-исследователь
- Франц Фибёк (Австрия) (1-й полёт) — космонавт-исследователь

## Описание полёта
А. Арцебарский и С. Крикалёв, как экипаж 9-й основной экспедиции на ОС «Мир», заменили экипаж 8-й основной экспедиции (В. Афанасьев — М. Манаров). Британская женщина-космонавт Шарман провела на станции одну неделю. Её полёт был спонсирован частной британской компанией. Шарман осуществила на орбите биологические и химические эксперименты, а также провела для английских школ серию уроков.
Программа девятой основной экспедиции состояла из экспериментов по астрономии, биологии, химии, наблюдению Земли, космической технике, материаловедению и медицине. Помимо этого космонавты провели профилактические работы и заменили многие приборы. Во время работ в открытом космосе произведён ремонт антенны системы автоматического сближения «Курс» на модуле «Квант», смонтирована складывающаяся решетчатая мачта из нового никель-титанового сплава, предназначенная для установки дополнительного прибора управления на модуле «Квант».
За шесть выходов в открытый космос космонавты провели вне станции в общей сложности 32 ч 23 мин. Сергей Крикалёв пробыл на орбите на шесть месяцев дольше первоначально запланированного срока, так как две последующие миссии на «Мир» сокращены по финансовым причинам и позволяли заменить на орбите только одного члена основного экипажа. Провиант и расходные материалы доставлялись транспортными кораблями «Прогресс М-8» и «М-9».
Выходы в открытый космос:
- 24.06. 4 ч 53 мин. Замена антенны
- 28.06. 3 ч 24 мин. Ремонт антенны системы сближения «Курс», монтаж лазерного отражателя и замена приборов.
- 15.07. 5 ч 45 мин. Монтаж складывающейся фермы.
- 19.07. 5 ч 28 мин. Монтаж мачты для нового двигателя, необходимого для улучшения ориентации орбитального комплекса («Софора»).
- 23.07. 5 ч 34 мин. Нагрузочное испытание мачты «Софора».
- 27.07. 6 ч 49 мин. Дополнительное испытание мачты «Софора».